# Schubertia grandiflora
Schubertia grandiflora es una liana nativa de Sudamérica de la familia de las apocináceas. Es originaria de Brasil donde se encuentra en el Cerrado, en la Amazonia, la Caatinga y la Mata Atlántica.

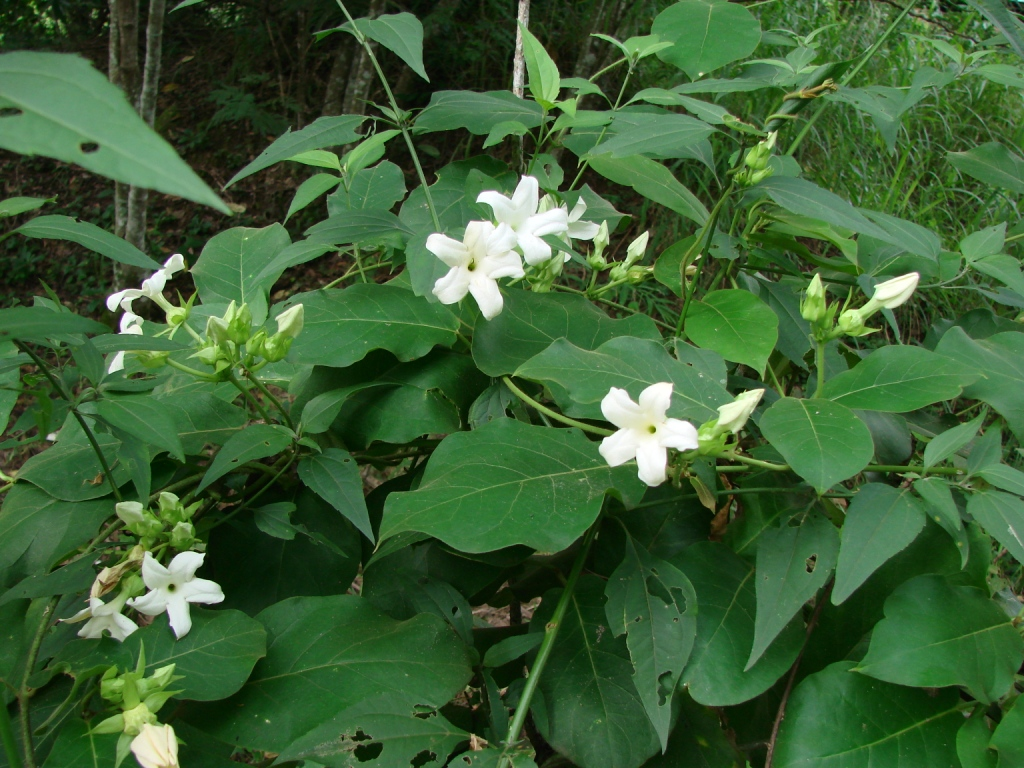
Vista de la planta

## Taxonomía
Schubertia grandiflora fue descrita por Mart. & Zucc. y publicado en Nova Genera et Species Plantarum . . . 1: 57. 1824.
Sinonimia
- Araujia grandiflora (Mart.) Morong[3]